# CA Ypiranga
Clube Atlético Ypiranga – brazylijski klub sportowy z siedzibą w São Paulo. W latach 1906–1959 działała w klubie sekcja piłkarska. 

## Sekcja piłkarska

### Historia
Clube Atlético Ypiranga została założony 10 czerwca 1906. Najlepszy okres w historii sekcji piłkarskiej Ypirangi to lata 1913–1936, kiedy to trzykrotnie wywalczyła tytuł wicemistrza stanu São Paulo – Campeonato Paulista. W 1941 Ypiranga znajdowała się wśród jedenastu klubów założycieli Federação Paulista de Futebol. Sekcja występowała w I lidze stanowej w latach 1910–1954 i 1957–1958. W 1959 po spadku z I ligi zdecydowano się rozwiązać sekcję piłkarską.
Najsłynniejszym piłkarzem Ypirangi był Arthur Friedenreich, który występował w niej w latach: 1910, 1913, 1914–1915, 1917 i 1919. W 1917 i 1919 był w barwach Ypirangi królem strzelców ligi stanowej São Paulo.

### Sukcesy
- wicemistrzostwo stanu São Paulo – Campeonato Paulista (3): 1913, 1935, 1936.
- Torneio Início Paulista (2): 1948, 1950

## Reprezentanci Brazylii w klubie
| - Xavier Camargo (1912–1917) - Grané (1917–1923) - Arthur Friedenreich (1910, 1913, 1914–1915, 1917 i 1919) - Dionysio (1919) - Manoel Alencar Monte (1913–1914) - Noronha (1954–1955) - Fidêncio Osses (1922–1923) - José Rueda (1930–1931) | - José Faragassi (1922) - Luiz Tepet (1922) - Osvaldo Gerico (1957) - Walter Marciano (1951–1952) - Francisco Rodrigues (1942–1944) - Rubens Josué da Costa (1943–1948) - Valdemar Carabina (1952–1953) - Moacir Barbosa (1942–1944) |

## Inne sekcje
bilard, bocce, pływanie, Snooker, squash, tenis i siatkówka.